# Раба (район, Індонезія)
Ра́ба (індонез. Raba) — один з 6 районів міста Біма провінції Західна Південно-Східна Нуса у складі Індонезії.
Населення — 35755 осіб (2012; 34845 в 2010).

## Адміністративний поділ
До складу району входять 11 селищ:
| Населений пункт   | Населення, осіб (2010) |
| ----------------- | ---------------------- |
| Кендо             | 1287                   |
| Ніту              | 1250                   |
| Нтобо             | 3222                   |
| Пенанає           | 3549                   |
| Пенарага          | 4460                   |
| Рабадомпу-Барат   | 4909                   |
| Рабадомпу-Тімур   | 3363                   |
| Рабангоду-Селатан | 3495                   |
| Рабангоду-Утара   | 4687                   |
| Ріте              | 1946                   |
| Ронту             | 2677                   |